# Cemitério de São João Batista
O Cemitério de São João Batista é uma necrópole municipal e um cemitério multiconfessional administrado desde agosto de 2014 pela concessionária privada Rio Pax. Anteriormente era gerido pela Santa Casa de Misericórdia do Rio de Janeiro. Localiza-se no bairro de Botafogo, sendo o único cemitério da Zona Sul da cidade. Possui cerca de 25 mil túmulos, com aproximadamente 65 mil corpos sepultados, a maioria de católicos. Por sua importância histórica e artística, o São João Batista é considerado uma atração turística carioca, constando no roteiro cultural da cidade.
Em 5 de outubro de 2015 tornou-se o primeiro cemitério da América Latina a entrar para o Google Street View, permitindo a realização de uma visita virtual pelo seu interior. Além disso, alguns dos jazigos de personalidades famosas também receberam placas de QR Code, que permitem a obtenção de informações sobre seus ocupantes.

## História
Criado a partir do decreto nº 842, de 16 de outubro de 1851, que autorizou a Santa Casa de Misericórdia a administrar os cemitérios da cidade, foi oficialmente inaugurado em 4 de dezembro de 1852.
O primeiro sepultamento ali ocorrido foi de uma menina de quatro anos de idade, chamada Rosana, filha do comerciante Cândido Maria da Silva, no dia 6 de dezembro de 1851.
Até junho de 1855 foram feitos mais 412 sepultamentos, em sua maioria de vítimas de uma epidemia de febre amarela que grassava pela então corte imperial. Nos anos seguintes seguiram-se os traslados de diversos túmulos provenientes de igrejas e de outros pequenos cemitérios, como os restos do poeta Álvares de Azevedo, originalmente sepultado em um cemitério da Praia da Saudade, destruído por uma ressaca.
Ocupa uma vasta área, tendo de frente pela Rua General Polidoro, 333,5 metros, estendendo-se desde daquela frente, até as vertentes do Morro de São João, tendo na parte plana a superfície de 183 123 metros quadrados. Por dentro do terreno passa canalizado o Rio Berquó.
O projeto da portaria monumental e dos gradis da parte frontal são de autoria do arquiteto Francisco Joaquim Béthencourt da Silva.
É um dos mais ornamentados cemitérios brasileiros, com centenas de ricos mausoléus e artísticas sepulturas. No centro, há uma capela dedicada a São João Batista. Possui uma quadra reservada para enterro das Irmãs de Caridade de São Vicente de Paulo, como forma de gratidão da Santa Casa de Misericórdia com as freiras que assistiam os enfermos e asilados da instituição. Lá também estão as criptas da Academia Brasileira de Letras (Quadra 29 nº 1778-E), dos soldados brasileiros mortos durante a Primeira Guerra Mundial, dos aviadores do Brasil, dos marinheiros do Encouraçado São Paulo, mortos durante a Revolução de 1924, e dos veteranos da Força Expedicionária Brasileira (FEB).
A Aleia São João Batista, principal do cemitério, é chamada jocosamente de "Vieira Souto", em referência à luxuosa avenida que margeia a Praia de Ipanema. Nela se encontram alguns dos túmulos mais visitados, como os de Tom Jobim, Luís Carlos Prestes e Santos Dumont, além de notáveis mausoléus e ricos jazigos. Destaque para o grande cruzeiro, em granito lavrado.
Pela grande número de personalidades ali sepultadas, ficou conhecido como "o cemitério das estrelas". É também a necrópole que mais abriga tumbas de chefes de estado no Brasil, com pelo menos oito ex-presidentes da república, diversos primeiros-ministros do Império e até um ex-chefe de governo estrangeiro (Marcello Caetano, ex-Presidente do Conselho de Ministros de Portugal).

## Na atualidade
O cemitério sofreu ao longo de décadas com a incúria de sua antiga administradora, a Santa Casa de Misericórdia. Atos de vandalismo como pichações, roubo de ornamentos de metal e violação de tumbas eram recorrentes. Em 2011, denúncias de venda ilegal de jazigos começaram a surgir na imprensa e até de túmulos esvaziados e revendidos à revelia de seus proprietários originais.
Com base nestas denúncias, o Ministério Público do Estado do Rio de Janeiro passou a investigar a ocupação ilegal de espaços, onde o traçado original das aleias foi alterado e ocupado com mais jazigos, além de problemas relacionados à contaminação do lençol freático de Botafogo. As acusações contra a Santa Casa aceleraram a decisão da Prefeitura de conceder os cemitérios públicos da cidade para empresas privadas. No entanto, a mudança na administração do cemitério não cessou as ilegalidades.

## Sepultados famosos e visitação pública

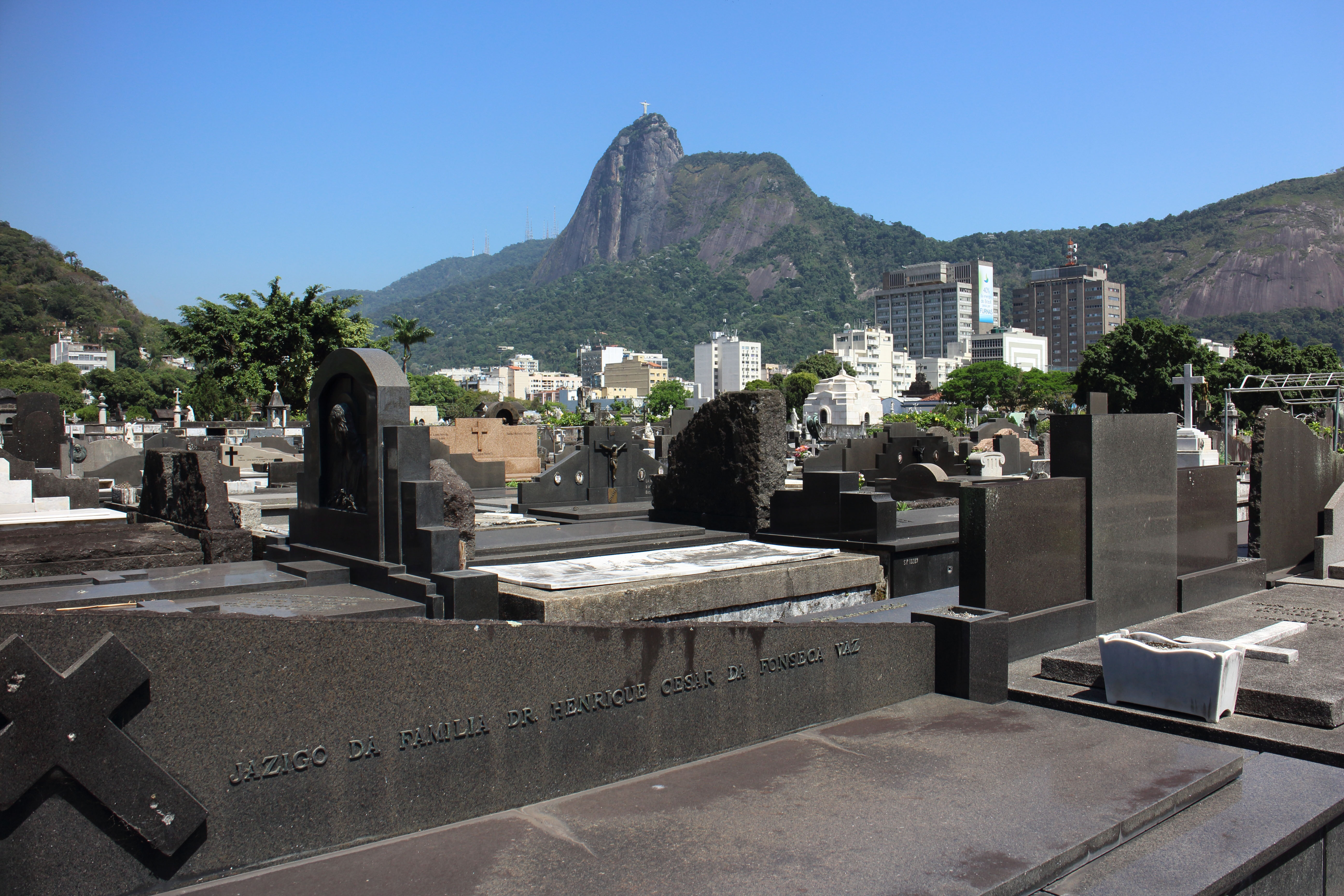
Vista parcial do cemitério com a estátua do Cristo Redentor, no topo do Corcovado, ao fundo

Desde a sua inauguração, em 1852, que o local passou a ser local de sepultamento de personalidades que faleceram no Rio de Janeiro. A partir de sua área central estão localizados os "melhores túmulos e esculturas".
Ali estão as sepulturas de muitos políticos, dentre os quais vários ex-presidentes da República, além de artistas e famílias importantes do estado e ainda o Mausoléu da Academia Brasileira de Letras, que atraem a visitação pública, orientada por guias.
A arquitetura dos túmulos constitui objeto de estudos, bem como da elaboração de roteiros para visita; a história dos monumentos funerários ali apresenta uma evolução como a característica do estilo neogótico e eclético no final do século XIX e começo do XX; no período entre-guerras muitas sepulturas militares foram erguidas, predominando o estilo art déco; “Neles vemos toda a opulência das famílias ricas”, como informou o especialista em história da arte, José Motta, que a partir de 1989 era o responsável pelas visitações ali.

### Sepultamento de Juscelino Kubitschek
Geraldo Ribeiro, motorista do ex-presidente Juscelino Kubitschek e que morreu ao lado de seu patrão em 1976, foi originalmente enterrado no jazigo 410-B, quadra 12. No entanto, existe a possibilidade de que, na realidade, ali tenha sido sepultado o próprio ex-presidente. Explica-se: os caixões de ambos eram idênticos e foram velados juntos. No entanto, não havia nada que identificasse qual esquife era ocupado pelo ex-presidente e qual pertencia ao motorista. A dúvida foi revelada anos mais tarde pelo jornalista Murilo Melo Filho, que esteve presente aos funerais.
Oficialmente, o corpo de Juscelino Kubitschek fora levado a Brasília e sepultado no Campo da Esperança, e depois depositado no Memorial JK, para onde foi transferido após exumação em 12 de setembro de 1981; o corpo de Geraldo foi transferido pela família também em 1981, para o Cemitério da Paz (Belo Horizonte) em Belo Horizonte. Como as famílias dos dois mortos jamais se mostrou interessada em investigar a possibilidade de troca de cadáveres, persiste a dúvida que, entretanto, é questionada por biógrafos do ex-presidente, como Ronaldo Costa Couto..